# 河口龍夫
河口 龍夫（かわぐち たつお、1940年2月15日 - ）は、日本の前衛美術、現代美術家。筑波大学名誉教授。

## 来歴
兵庫県神戸市出身。1958年に多摩美術大学（絵画科）に入学。卒業後は神戸を拠点に作家活動を開始。1965年にグループ<位>を結成。

## 活動
1960年代から作品の発表を始める。関係をテーマに制作活動を実施。芸術表現を単にひとつのスタイルにすることや、視覚にのみ依存する芸術のあるように抗する芸術表現を模索し、作品を精力的に発表する。
1983年より筑波大学芸術学系助教授、1991年教授。2003年3月退官。筑波大学名誉教授。2003年4月より、京都造形芸術大学客員教授及び倉敷芸術科学大学教授。
2016年度毎日芸術賞受賞。

## 主な展覧会
2007年10月より、日本人では初めて同時期、別会場での個展を名古屋市美術館と兵庫県立美術館でそれぞれ開催。タイトルは「河口龍夫－見えないものと見えるもの－」The Invisible and The Visible。
2008年6月より、宇都宮美術館で「無限への立ち位置－河口龍夫の1970年代」展を開催。
2008年7月より、発電所美術館（富山県下新川郡）で「時の航海」展を開催。
2009年10月14日～12月13日、東京国立近代美術館で「河口龍夫展　言葉・時間・生命」を開催。
2013年3月2日～3月3日、聴竹居（京都府乙訓郡）で「河口龍夫 聴竹居で記憶のかけらをつなぐ」展を開催。